# North Denes Airport
North Denes Airport är en flygplats i Storbritannien.   Den ligger i grevskapet Norfolk och riksdelen England, i den sydöstra delen av landet, 180 km nordost om huvudstaden London. North Denes Airport ligger 1 meter över havet.
Terrängen runt North Denes Airport är mycket platt. Havet är nära North Denes Airport åt nordost.  Närmaste större samhälle är Lowestoft, 18,0 km söder om North Denes Airport. Runt North Denes Airport är det i huvudsak tätbebyggt.